# Janey Jacké
Justin Mooijer (Purmerend, 8 april 1992), beter bekend onder de artiestennaam Janey Jacké, is een Nederlands dragqueen, acteur, performer en presentator. Hij is onder andere bekend als jurylid in het programma All Together Now. Op 6 november 2020 eindigde Janey Jacké als runner-up van het eerste seizoen van Drag Race Holland. In 2022 keerde zij terug naar RuPaul's Drag Race: UK vs The World, waar zij streed tegen deelnemers uit verschillende internationale seizoenen van de serie.

## Carrière
Toen Mooijer zestien was verkleedde hij zich als vrouw tijdens een Sweet Sixteen feestje van een klasgenoot. Hier ontdekte hij zijn passie voor de dragkunst.
"Dat was de eerste keer dat ik als vrouw verkleed ging. Ik merkte die avond dat ik zoveel energie kwijt kon op dat podium. Dat was echt een bevrijding.”
Mooijer rondde in 2012 zijn opleiding aan de Da Costa hotelschool af, waarvoor hij stage liep bij verschillende hotels. Na vijf jaar in Michelinrestaurants en vijfsterrenhotels te hebben gewerkt begon hij met een professionele carrière als dragqueen onder de naam Janey Jacké. Jacké reist de hele wereld over om op te treden als dragqueen. Zij werkte in Amsterdam op tijdelijke contracten (residencies) in Café the Queenshead, Taboo Bar en Bar Blend. In 2018 stond zij op de mainstage van Pride Amsterdam. In 2019 was zij gastvrouw op meer dan 130 shows in Mykonos samen met dragqueen Sederginne. Jacké speelde ook in films, namelijk in de film Gewoon Vrienden en in Chez Nous. Op televisie was zij te zien bij het programma van RTL5, Lust, Liefde of Laten Lopen en als jurylid in het tweede en derde seizoen van het RTL talentenjachtprogramma All Together Now.

### Drag Race Holland
Op 7 september 2020 werd bekendgemaakt dat Janey Jacké een van de tien kandidaten is voor het eerste seizoen van Drag Race Holland. Gedurende het seizoen was zij de winnaar van de week in de eerste en de zevende aflevering. In de finale van het programma behaalde zij de tweede plek. Het seizoen werd gewonnen door Envy Peru. Vervolgens was Jacké, samen met de andere deelnemers van het eerste seizoen, te gast in de eerste aflevering van het tweede seizoen.

### Prijzen
Jacké heeft verschillende prijzen gewonnen. In 2013 won zij Miss Fish. In 2015 won zij Superball Miss Fish. De titel van deze prijzen is ontleend aan de term voor een dragqueen met een natuurlijk vrouwelijk uiterlijk. In 2020 werd zij runner-up bij Drag Race Holland.

## Persoonlijk leven
Mooijer werd geboren in Purmerend en groeide op in Volendam.

## Filmografie

### Televisie
| Jaar       | Titel                               | Rol                  | Opmerkingen                     |
| ---------- | ----------------------------------- | -------------------- | ------------------------------- |
| 2013       | Lust, Liefde of Laten lopen         | Janey Jacké/zichzelf | 1 afl.                          |
| 2019-2020  | All Together Now                    | Janey Jacké/zichzelf |                                 |
| 2020       | Drag Race Holland                   | Janey Jacké          | Seizoen 1, 8 afl. (runner-up)   |
| 2021       | Drag Race Holland                   | Janey Jacké          | Te gast in de eerste aflevering |
| 2022       | RuPaul's Drag Race: UK vs The World | Janey Jacké          | Seizoen 1, 5 afl. (5e plaats)   |
| 2023       | De kwis met sneeuwballen            | Janey Jacké          | deelnemer                       |
| 2024       | Wie is de Mol?                      | Zichzelf/kandidaat   |                                 |
| 2024-heden | Make Up Your Mind                   | Janey Jacké          | Jurylid                         |
| 2025       | Marble Mania                        | Janey Jacké          | deelnemer                       |

### Film
| Jaar | Titel           | Rol       | Opmerkingen |
| ---- | --------------- | --------- | ----------- |
| 2013 | Chez Nous       | Dragqueen |             |
| 2018 | Gewoon vrienden | Dragqueen |             |